# Saccharomycetaceae
Saccharomycetaceae är en familj av jäst i ordningen Saccharomycetales som förökar sig via knoppning.